# Carlos III, Duque de Parma
Carlos III (em italiano: Ferdinando Carlo Giuseppe Maria Vittorio Baldassare di Borbone-Parma; Luca, 14 de janeiro de 1823 – Parma, 27 de março de 1854) foi o penúltimo Duque soberano de Parma e Placência de 1849 até sua morte.

## Origens familiares
Nascido no Ducado de Luca, era filho do duque Carlos I de Luca (futuro Carlos II de Parma) e da princesa Maria Teresa de Saboia. Era neto, por via paterna, do rei Luís I da Etrúria e da infanta Maria Luísa, Duquesa de Luca; e por via materna do rei Vítor Emanuel I da Sardenha e da arquiduquesa Maria Teresa de Áustria-Este.

## Casamento e descendência
Carlos casou-se na cidade de Frohsdorf, em 10 de novembro de 1845, com a princesa Luísa Maria da França, filha do príncipe Carlos Fernando, Duque de Berry, e da princesa Maria Carolina das Duas Sicílias. Luísa era neta de Carlos X de França e de Francisco I das Duas Sicílias. O casal instalou-se inicialmente em Lucca e mudou-se para Parma pouco tempo depois. Tiveram quatro filhos:
- Margarida de Bourbon-Parma (1847-1893), casada com Carlos Maria Isidro de Bourbon, infante de Espanha e pretendente carlista ao trono espanhol.

- Roberto I de Parma (1848-1907), casado com Maria Pia das Duas Sicílias e, em segundas núpcias, com Maria Antonia de Bragança, infanta de Portugal.

- Alice de Bourbon-Parma (1849-1935), casada com Fernando IV da Toscana.

- Henrique de Bourbon-Parma (1851-1905), casado com Maria Luísa das Duas Sicílias e, em segundas núpcias, com Aldegundes de Bragança, infanta de Portugal.

## Duque de Parma
Em 19 de abril de 1848 seu pai abdicou em seu favor em decorrência das revoluções liberais de 1848 pela unificação italiana. Carlos III fugiu de Parma e se instalou em Cremona, onde foi preso. Mais tarde também seria preso em Milão, sendo libertado alguns meses depois, graças à mediação do governo britânico.
Após uma breve estadia na ilha de Malta, viajou para Nápoles e Livorno, onde reuniu-se com sua esposa, que acabava de dar à luz seu primeiro filho. De lá a família buscou refúgio na Inglaterra e na Escócia. Em agosto de 1848 o exército austríaco invadiu Parma e restaurou oficialmente Carlos II ao poder; este recusou-se a aceitar a nomeação e designou novamente seu filho como o sucessor. Carlos III regressou a Parma em 18 de maio de 1849, mas não se ocupou da administração do ducado até 25 de agosto do mesmo ano.
Em 8 de outubro de 1852 recebeu da rainha Isabel II o título de Infante de Espanha. Na noite de 26 de março de 1854 sofreu um atentado na cidade de Parma, por parte de um desconhecido que conseguiu fugir. Levado ao Palácio Real, Carlos III morreu no dia seguinte, sendo sepultado na cidade de Viareggio. Seu coração foi enviado ao Santuário de Santa Maria della Seccata em Parma.